# DSA-550
La DSA-550 es una carretera perteneciente a la Red Primaria de la Diputación Provincial de Salamanca que une las localidades de Vitigudino y Villaseco de los Reyes.
Además de estas dos localidades, también pasa por Villarmuerto, Villargordo, Puertas, y Berganciano.

## Recorrido
La carretera DSA-550 tiene su origen en Vitigudino en la intersección con la carretera CL-517 y termina en la intersección con la carretera SA-302 en Villaseco de los Reyes formando parte de la Red de carreteras de Salamanca.
| Vitigudino (Intersección con /) - Villaseco de los Reyes (Intersección con ) | Vitigudino (Intersección con /) - Villaseco de los Reyes (Intersección con ) | Vitigudino (Intersección con /) - Villaseco de los Reyes (Intersección con ) | Vitigudino (Intersección con /) - Villaseco de los Reyes (Intersección con ) | Vitigudino (Intersección con /) - Villaseco de los Reyes (Intersección con ) | Vitigudino (Intersección con /) - Villaseco de los Reyes (Intersección con ) | Vitigudino (Intersección con /) - Villaseco de los Reyes (Intersección con ) | Vitigudino (Intersección con /) - Villaseco de los Reyes (Intersección con ) | Vitigudino (Intersección con /) - Villaseco de los Reyes (Intersección con ) | Vitigudino (Intersección con /) - Villaseco de los Reyes (Intersección con ) | Vitigudino (Intersección con /) - Villaseco de los Reyes (Intersección con ) |
| Esquema                                                                      | PK                                                                           | Sentido Villaseco de los Reyes                                               | Sentido Villaseco de los Reyes                                               | Sentido Villaseco de los Reyes                                               | Sentido Villaseco de los Reyes                                               | Sentido Vitigudino                                                           | Sentido Vitigudino                                                           | Sentido Vitigudino                                                           | Sentido Vitigudino                                                           | Incidencias                                                                  |
| Esquema                                                                      | PK                                                                           | Velocidad                                                                    | Elemento                                                                     | Salida                                                                       | Salida                                                                       | Salida                                                                       | Salida                                                                       | Elemento                                                                     | Velocidad                                                                    | Incidencias                                                                  |
| Esquema                                                                      | PK                                                                           | Velocidad                                                                    | Elemento                                                                     | Dir.                                                                         | Nombre                                                                       | Nombre                                                                       | Dir.                                                                         | Elemento                                                                     | Velocidad                                                                    | Incidencias                                                                  |
| ---------------------------------------------------------------------------- | ---------------------------------------------------------------------------- | ---------------------------------------------------------------------------- | ---------------------------------------------------------------------------- | ---------------------------------------------------------------------------- | ---------------------------------------------------------------------------- | ---------------------------------------------------------------------------- | ---------------------------------------------------------------------------- | ---------------------------------------------------------------------------- | ---------------------------------------------------------------------------- | ---------------------------------------------------------------------------- |
|                                                                              | 0,0                                                                          |                                                                              |                                                                              | Cerralbo Lumbrales Trabanca                                                  | Cerralbo Lumbrales Trabanca                                                  | Cerralbo Lumbrales Trabanca                                                  |                                                                              |                                                                              |                                                                              |                                                                              |
| Centro Urbano                                                                | 0,0                                                                          |                                                                              |                                                                              |                                                                              |                                                                              |                                                                              |                                                                              |                                                                              |                                                                              |                                                                              |
| Villar de Peralonso Salamanca La Fuente de San Esteban                       | 0,0                                                                          |                                                                              |                                                                              |                                                                              |                                                                              |                                                                              |                                                                              |                                                                              |                                                                              |                                                                              |
|                                                                              | 0,1                                                                          |                                                                              |                                                                              | VITIGUDINO                                                                   | VITIGUDINO                                                                   | VITIGUDINO                                                                   | VITIGUDINO                                                                   |                                                                              |                                                                              |                                                                              |
|                                                                              | 7,2                                                                          |                                                                              |                                                                              | VILLARMUERTO                                                                 | VILLARMUERTO                                                                 | VILLARMUERTO                                                                 | VILLARMUERTO                                                                 |                                                                              |                                                                              |                                                                              |
|                                                                              | 7,7                                                                          |                                                                              |                                                                              | VILLARMUERTO                                                                 | VILLARMUERTO                                                                 | VILLARMUERTO                                                                 | VILLARMUERTO                                                                 |                                                                              |                                                                              |                                                                              |
|                                                                              | 11,5                                                                         |                                                                              |                                                                              | VILLARGORDO                                                                  | VILLARGORDO                                                                  | VILLARGORDO                                                                  | VILLARGORDO                                                                  |                                                                              |                                                                              |                                                                              |
|                                                                              | 11,6                                                                         |                                                                              |                                                                              |                                                                              | Rivera del Casal                                                             | Rivera del Casal                                                             |                                                                              |                                                                              |                                                                              |                                                                              |
|                                                                              | 11,9                                                                         |                                                                              |                                                                              | VILLARGORDO                                                                  | VILLARGORDO                                                                  | VILLARGORDO                                                                  | VILLARGORDO                                                                  |                                                                              |                                                                              |                                                                              |
|                                                                              | 13,5                                                                         |                                                                              |                                                                              |                                                                              | Espadaña Villar de Peralonso                                                 | Espadaña Villar de Peralonso                                                 |                                                                              |                                                                              |                                                                              |                                                                              |
|                                                                              | 13,5                                                                         | Brincones Ahigal de Villarino                                                |                                                                              |                                                                              |                                                                              |                                                                              |                                                                              |                                                                              |                                                                              |                                                                              |
|                                                                              | 15,6                                                                         |                                                                              |                                                                              | PUERTAS                                                                      | PUERTAS                                                                      | PUERTAS                                                                      | PUERTAS                                                                      |                                                                              |                                                                              |                                                                              |
|                                                                              | 15,8                                                                         |                                                                              |                                                                              | PUERTAS                                                                      | PUERTAS                                                                      | PUERTAS                                                                      | PUERTAS                                                                      |                                                                              |                                                                              |                                                                              |
|                                                                              | 15,9                                                                         |                                                                              |                                                                              | Cerezal de Puertas                                                           | Cerezal de Puertas                                                           | Cerezal de Puertas                                                           | Cerezal de Puertas                                                           |                                                                              |                                                                              |                                                                              |
|                                                                              | 16,1                                                                         |                                                                              |                                                                              |                                                                              | Rivera de Puertas                                                            | Rivera de Puertas                                                            |                                                                              |                                                                              |                                                                              |                                                                              |
|                                                                              | 19,5                                                                         |                                                                              |                                                                              |                                                                              | El Groo                                                                      | El Groo                                                                      |                                                                              |                                                                              |                                                                              |                                                                              |
|                                                                              | 19,5                                                                         | Manceras                                                                     |                                                                              |                                                                              |                                                                              |                                                                              |                                                                              |                                                                              |                                                                              |                                                                              |
|                                                                              | 23,1                                                                         |                                                                              |                                                                              | BERGANCIANO                                                                  | BERGANCIANO                                                                  | BERGANCIANO                                                                  | BERGANCIANO                                                                  |                                                                              |                                                                              |                                                                              |
|                                                                              | 23,5                                                                         |                                                                              |                                                                              | BERGANCIANO                                                                  | BERGANCIANO                                                                  | BERGANCIANO                                                                  | BERGANCIANO                                                                  |                                                                              |                                                                              |                                                                              |
|                                                                              | 27,2                                                                         |                                                                              |                                                                              | VILLASECO DE LOS REYES                                                       | VILLASECO DE LOS REYES                                                       | VILLASECO DE LOS REYES                                                       | VILLASECO DE LOS REYES                                                       |                                                                              |                                                                              |                                                                              |
|                                                                              | 27,4                                                                         |                                                                              |                                                                              | Gejo de los Reyes                                                            | Gejo de los Reyes                                                            | Gejo de los Reyes                                                            | Gejo de los Reyes                                                            |                                                                              |                                                                              |                                                                              |
|                                                                              | 28,240                                                                       |                                                                              |                                                                              |                                                                              | Ledesma Salamanca                                                            | Ledesma Salamanca                                                            | Ledesma Salamanca                                                            |                                                                              |                                                                              |                                                                              |
|                                                                              | 28,240                                                                       | Monleras Trabanca                                                            |                                                                              |                                                                              |                                                                              |                                                                              |                                                                              |                                                                              |                                                                              |                                                                              |